# خلیج مسینی

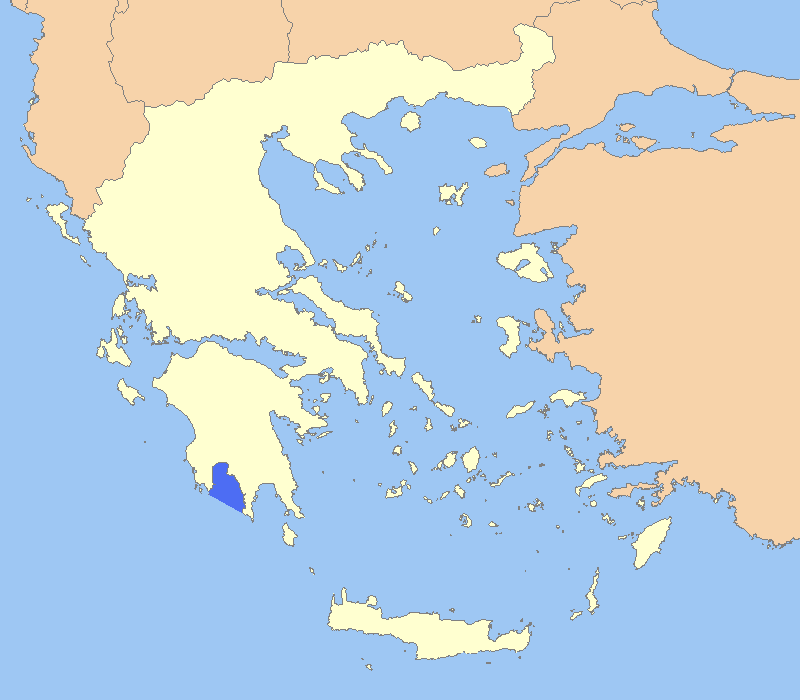

خلیج مِسینی (به یونانی: Κόλπος Μεσσηνιακός) بخشی است از دریای ایونی در یونان.
این خلیج در محاصره کرانه‌های جنوبی منطقه مسینی یونان و ساحل جنوب غربی شبه‌جزیره مانی در لاکونیا قرار دارد. مرزهای خلیج مسینی در سمت غرب جزیره ونتیکو و در جنوب شرق، دماغه تاینارون هستند.
کرانه‌های غربی این خلیج عمدتاً کم‌ارتفاع، حاصلخیز و پیشرفته‌اند، در حالی که در ساحل شرقی با تپه‌ماهورهای جنوبی تایگتوس پوشیده شده و نسبتاً سنگی و غیرقابل دسترس است و روستاهای کمی در آن قرار دارد.
رودخانه پامیسوس در نزدیکی شهر بندری کالاماتا که بزرگ‌ترین مرکز شهری خلیج مسینی است به دریا می‌ریزد.

## سکونتگاه‌های کرانه خلیج

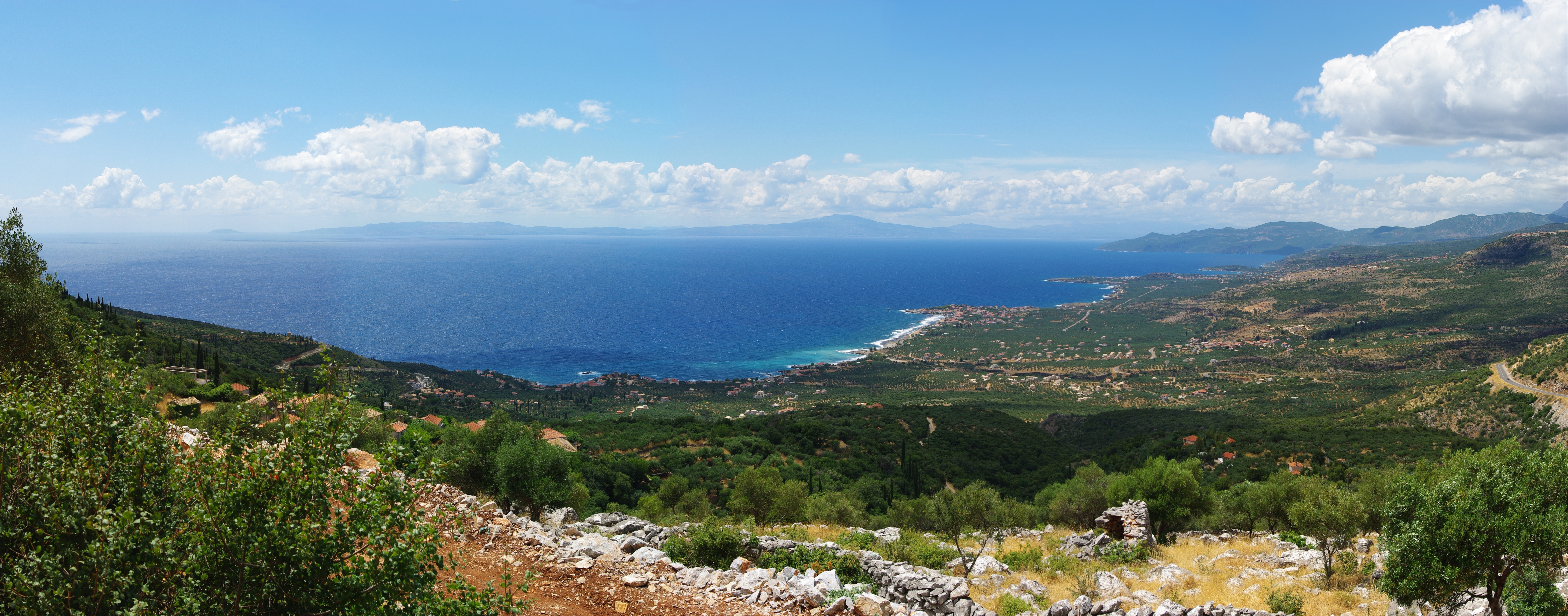
خلیج مسینی.

- کورونی Koroni - غرب
- لونگا Longa - غرب
- پتالیدی Petalidi - شمال غرب
- مسینی Messini - شمال غرب
- کالاماتا Kalamata - شمال شرق
- کاردامیلی Kardamyli - شرق
- سلینیتسا Selinitsa - شرق
- تروخیلو Trochylo - جنوب شرقی
- آرئوپلی Areopoli - جنوب شرقی
- گرولیمناس Gerolimenas - جنوب شرقی